# New7Wonders of the World

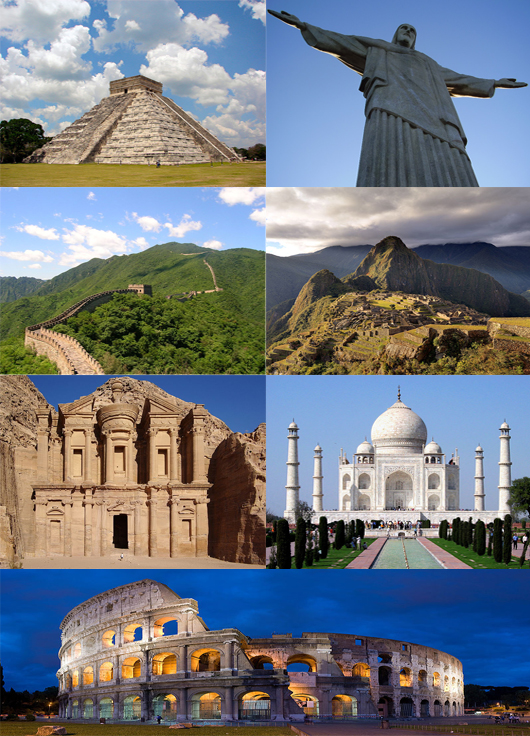
The New 7 Wonders of the World, van links naar rechts: Chichén Itzá, Cristo Redentor, Chinese Muur, Machu Picchu, Rotswoningen in Petra, Taj Mahal en Colosseum

De New7Wonders of the World (zeven nieuwe wereldwonderen) is een lijst van zeven bijzondere gebouwen en constructies. De lijst is het resultaat van een verkiezing. Het initiatief ertoe werd in 2001 genomen door de Zwitserse New7Wonders Foundation. Van de zeven wereldwonderen van de antieke wereld staat er nog slechts één overeind en met de populariteitspeiling moesten zeven intacte constructies verkozen worden tot nieuwe wereldwonderen. De stichting selecteerde tweehonderd bestaande monumenten, waaruit het publiek van 6 augustus 2006 tot 6 juli 2007 een keuze kon maken.
De populariteitspeiling werd geleid door de Canadees-Zwitserse oprichter van de stichting, Bernard Weber en de winnaars van de verkiezing werden op 7 juli 2007 bekendgemaakt in Lissabon. Volgens opgave van de stichting waren via internet of per telefoon meer dan 100 miljoen stemmen uitgebracht.
De peiling maakte een scala aan reacties van overheidsfunctionarissen los. Sommige landen trachtten hun eigen finalist zo hoog mogelijk te laten eindigen, terwijl andere de wedstrijd bekritiseerden of het belang ervan in twijfel trokken. Na de peiling aanvankelijk gesteund te hebben met advies aangaande de selectie van de longlist, distantieerde de internationale organisatie UNESCO zich in 2007 van de onderneming.
De New7Wonders Foundation, opgericht in 2001, was volledig afhankelijk van particuliere schenkingen en de verkoop van de uitzendrechten. Na de bekendmaking van de winnaars stelde de stichting dat ze geen winst uit de onderneming had gemaakt en zelfs maar ternauwernood uit de kosten was gekomen.

## Overzicht van winnaars
| Wonder                                          | Locatie                  | Afbeelding                                                                    |
| ----------------------------------------------- | ------------------------ | ----------------------------------------------------------------------------- |
| Chichén Itzá                                    | Yucatán, Mexico          | El Castillo wordt beklommen door toeristen                                    |
| Cristo Redentor O Cristo Redentor               | Rio de Janeiro, Brazilië | Cristo Redentor in Rio de Janeiro                                             |
| Colosseum                                       | Rome, Italië             | Het Colosseum in de schemering: buitenaanzicht van het bestbewaarde gedeelte. |
| Chinese Muur 万里长城 萬里長城 Wànlǐ Chángchéng | Beijing, China           | De Chinese Muur (Mutianyu-gedeelte)                                           |
| Machu Picchu                                    | Cuzco, Peru              | Gezicht op Machu Picchu                                                       |
| Petra البتراء al-Batrāʾ                         | Ma'an, Jordanië          | Het klooster van Petra                                                        |
| Taj Mahal ताज महल تاج محل                        | Agra, India              | De Taj Mahal                                                                  |

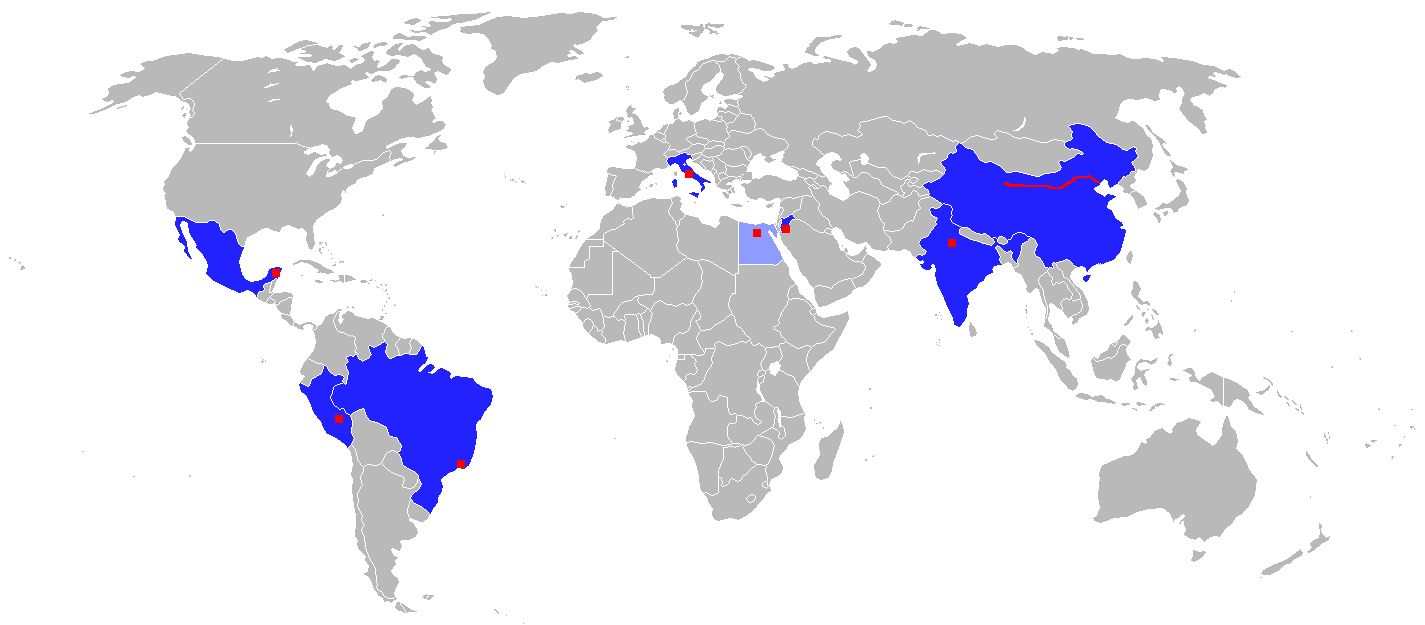
Landen met de nieuwe zeven wereldwonderen.

De Piramide van Cheops in Egypte is het enig overgebleven wereldwonder uit de lijst van zeven wereldwonderen van de antieke wereld. Dit bouwwerk werd bekroond met een erepositie in de lijst.
| Wonder                           | Locatie      | Afbeelding          |
| -------------------------------- | ------------ | ------------------- |
| Piramide van Cheops أهرام الجيزة | Giza, Egypte | Piramide van Cheops |

## Reacties

### Verenigde Naties
In 2007 sloten de Verenigde Naties een partnerschap met New7Wonders, uit erkenning voor de inspanningen ter bevordering van de VN-millenniumdoelstellingen voor ontwikkeling. De VN plaatste de volgende tekst op haar website.

De campagnes van New7Wonders hebben als doel om bij te dragen aan het proces van verbetering van het welzijn en vergroting van het wederzijds respect van burgers over de hele wereld, door het aanmoedigen van interactie, meningsuiting en directe deelname door het stemmen op populaire thema's en wereldwijde onderwerpen die begrijpelijk zijn voor iedereen. --Verenigde Naties

De United Nations Educational, Scientific and Cultural Organization (UNESCO) bevestigde echter in een persbericht van 20 juni 2007 dat die organisatie geen link had met het "particuliere initiatief". Het persbericht eindigde met:

Er is geen vergelijk tussen de mediacampagne van de heer Weber en het wetenschappelijke en educatieve werk die het gevolg zijn van inschrijving van gebieden op de World Heritage List van UNESCO. De lijst van de 7 nieuwe wereldwonderen zal het resultaat zijn van een particuliere onderneming, die slechts de mening weergeeft van diegenen die toegang hebben tot het internet, en niet die van de hele wereld. Dit initiatief kan op geen enkele belangrijke en duurzame wijze een bijdrage leveren aan het behoud van de plaatsen, verkozen door dit publiek. --UNESCO

### Egypte
Egyptische media zagen deze verkiezing als een uitdaging van de status van de Grote Piramide van Gizeh, het enig overgebleven monument van de oorspronkelijke zeven wereldwonderen van de antieke wereld. "Dit is waarschijnlijk een samenzwering tegen Egypte, zijn beschaving en monumenten", schreef redacteur Al-Sayed al-Naggar in een toonaangevend staatsdagblad. De Egyptische minister van cultuur, Farouq Hosni, zei dat het project "absurd" was en beschreef de oprichter van de stichting, Weber, als een man "die zich voornamelijk bezighield met zelfpromotie". Nagib Amin, een Egyptisch expert op het gebied van de World Heritage Sites, heeft erop gewezen dat de stemming niet alleen commercieel was maar daarnaast ook geen wetenschappelijke basis had."
Na deze klachten van Egypte wees New7Wonders de piramiden van Gizeh - als enig overgebleven wereldwonder van de zeven wereldwonderen van de antieke wereld - aan als erekandidaat, en verwijderde ze uit de stemming. De piramiden worden echter niet vermeld op de website met de officiële uitslag.

### Brazilië
In Brazilië werd de campagne Vote no Cristo (Stem voor het Christusbeeld) opgezet, die werd gesteund door particuliere ondernemingen, te weten telefoonmaatschappijen, die geen kosten in rekening brachten voor stemmers die telefoneerderden of sms-ten voor de stemming. Daarnaast gaven belangrijke sponsoren, zoals Banco Bradesco en Rede Globo, miljoenen reals uit, in een poging om het standbeeld in de top zeven te krijgen. Volgens een artikel in Newsweek stemden ongeveer 10 miljoen Brazilianen op het beeld. Dit is een schatting aangezien New7Wonders deze details over de stemming nooit heeft bekendgemaakt.

### Peru
Een intensieve campagne, geleid door het Peruaanse Ministerie van Handel, Toerisme en Industrie, had een grote invloed in de media, als gevolg waarvan Peruanen massaal voor hun nationale wonder stemden. De aankondiging van de nieuwe wereldwonderen maakte grote verwachtingen los, en de verkiezing van Machu Picchu werd door het hele land gevierd, vooral op het belangrijkste plein van Cuzco, en in Lima, waar president Alan García gastheer van een ceremonie was.

### Chili
De Chileense vertegenwoordiger van Paaseiland, Alberto Hotus, ontving een brief van organisator Bernard Weber, waarin stond dat "zijn" Moais, de beelden op het eiland, als achtste geëindigd waren en moreel gezien een van de nieuwe zeven wereldwonderen waren. Hotus verklaarde dat hij de enige deelnemer was die een dergelijke verontschuldiging ontvangen had.

### India
Een campagne om ruchtbaarheid aan de verkiezing te geven in India bereikte een hoogtepunt in juli 2007. Nieuwskanalen, radiostation, en vele beroemdheden drongen er bij mensen op aan om te stemmen op de Taj Mahal.

### Jordanië
Koningin Rania al-Abdullah nam deel aan de campagne voor steun aan Petra. Ondanks het feit dat Jordanië slechts een bevolking van minder dan 7 miljoen mensen heeft, werden er volgens geruchten meer dan 14 miljoen stemmen uitgebracht voor het land. Dit aantal is een schatting aangezien de New7Wonders Foundation nooit zulke gegevens over de verkiezing openbaar heeft gemaakt.

### Mexico
Er was een campagne in verscheidene nieuwsprogramma's om mensen te stimuleren om te stemmen op Chichén Itzá.

## Overige finalisten
De dertien overige finalisten staan hieronder opgesomd.
| Wonder               | Locatie                       | Afbeelding |
| -------------------- | ----------------------------- | ---------- |
| Akropolis van Athene | Athene, Griekenland           |            |
| Alhambra             | Granada, Spanje               |            |
| Angkor Wat           | Angkor, Cambodja              |            |
| Eiffeltoren          | Parijs, Frankrijk             |            |
| Hagia Sophia         | Istanboel, Turkije            |            |
| Kiyomizu-dera        | Kioto, Japan                  |            |
| Moai                 | Paaseiland, Chili             |            |
| Slot Neuschwanstein  | Füssen, Duitsland             |            |
| Rode Plein           | Moskou, Rusland               |            |
| Vrijheidsbeeld       | New York, Verenigde Staten    |            |
| Stonehenge           | Amesbury, Verenigd Koninkrijk |            |
| Sydney Opera House   | Sydney, Australië             |            |
| Timboektoe           | Timboektoe, Mali              |            |